# Мигрос
Вижте пояснителната страница за други значения на Мигрос.
Migros Türk Ticaret A.Ş. (произн. Мигрос) е верига супермаркети в Турция, част от Koç Holding. Генерален директор на компанията е Азиз Булгу, председател на съвета на директорите – Рахми Коч.
Фирмата е основана през 1954 г. като дъщерно дружество на швейцарската фирма Migros Schweiz. През октомври 1997 г. заедно със строителната компания Enka започват разкриване на общо 76 магазина под названието Ramstore (2006 г.) в Русия, Азърбайджан, Казахстан, Киргизстан, България и Македония. Магазини на компанията има и в 41 големи града в Турция.